# هيرمان هريدارسون

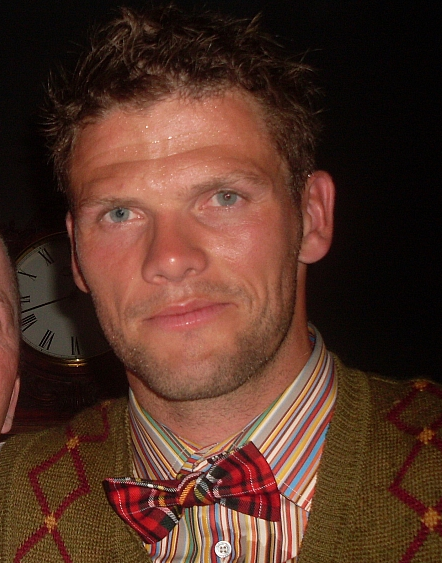

هيرمان هريدارسون (مواليد 11 يوليو 1974 في آيسلندا) لاعب كرة قدم آيسلندي يلعب حاليا لصالح نادي الدرجة الممتازة بورتسموث الإنجليزي منذ 2007 في مركز الظهير الأيسر كما يجيد اللعب في مركز قلب الدفاع .

## مسيرته الكروية
لعب هيرمان هريدارسون خلال مسيرته الاحترافية مع 8 أندية في أربعة وعشرون موسمًا وسجل خلالها 26 هدفًا ضمن 507 مباراة. ولم يفز بأي موسم بالكأس وفاز في موسم واحد بالدوري.
خاض هيرمان هريدارسون مسيرته مع نادي آي بي في في موسم 1993 ليلعب معه خمسة مواسم، مشاركًا في 66 مباراة سجل خلالها 5 أهداف. ثم انتقل إلى نادي كريستال بالاس في موسم 1997–98 ولمدة موسمين، حيث شارك في 37 مباراة سجل خلالها هدفين. لينتقل بعدها إلى نادي برينتفورد في موسم 1998–99 ولمدة موسمين، مشاركًا في 41 مباراة سجل خلالها 6 أهداف. ثم انتقل إلى نادي ويمبلدون في موسم 1999–00 ولمدة موسمين، مشاركًا في 25 مباراة سجل خلالها هدفًا واحدًا. هذا وانتقل لاحقًا إلى نادي إيبسويتش تاون في موسم 2000–01 واستمر معه طيلة ثلاثة مواسم، مشاركًا في 102 مباراة سجل خلالها هدفين. ثم انتقل بعدها إلى نادي تشارلتون أثلتيك في موسم 2003–04 ليلعب معه أربعة مواسم، مشاركًا في 132 مباراة سجل خلالها 3 أهداف. ليعود وينتقل من جديد، لكن هذه المرة إلى نادي بورتسموث في موسم 2007–08 ليلعب معه خمسة مواسم، مشاركًا في 102 مباراة سجل خلالها 7 أهداف. لينتقل بعدها إلى نادي كوفنتري سيتي في موسم 2011–12 لمدة موسم واحد، مشاركًا في مباراتين ولم يسجل أي هدف.

## روابط خارجية
- هيرمان هريدارسون على موقع الاتحاد الدولي (مؤرشف)  (الإنجليزية)
- هيرمان هريدارسون على موقع الاتحاد الأوربي (الإنجليزية)
- هيرمان هريدارسون على موقع قاعدة بيانات كرة القدم.إي يو (الإنجليزية)
- هيرمان هريدارسون على موقع ناشيونال فوتبول تيمز (الإنجليزية)
- هيرمان هريدارسون على موقع Soccerbase.com (لاعب) (الإنجليزية)
- هيرمان هريدارسون على موقع Soccerway.com (الإنجليزية)
- هيرمان هريدارسون على موقع عالم كرة القدم.نت (الإنجليزية)